# Quévreville-la-Poterie
Quévreville-la-Poterie és un municipi francès situat al departament del Sena Marítim i a la regió de Normandia. L'any 2007 tenia 928 habitants.

## Demografia

### Població
El 2007 la població de fet de Quévreville-la-Poterie era de 928 persones. Hi havia 336 famílies de les quals 44 eren unipersonals (20 homes vivint sols i 24 dones vivint soles), 130 parelles sense fills, 154 parelles amb fills i 8 famílies monoparentals amb fills.
La població ha evolucionat segons el següent gràfic:
Habitants censats

### Habitatges
El 2007 hi havia 356 habitatges, 348 eren l'habitatge principal de la família, 2 eren segones residències i 6 estaven desocupats. 351 eren cases i 3 eren apartaments. Dels 348 habitatges principals, 337 estaven ocupats pels seus propietaris, 10 estaven llogats i ocupats pels llogaters i 1 estava cedit a títol gratuït; 4 tenien dues cambres, 18 en tenien tres, 76 en tenien quatre i 250 en tenien cinc o més. 299 habitatges disposaven pel capbaix d'una plaça de pàrquing. A 120 habitatges hi havia un automòbil i a 212 n'hi havia dos o més.

### Piràmide de població
La piràmide de població per edats i sexe el 2009 era:
| Homes | Edats   | Dones |
| ----- | ------- | ----- |
| 0     | 95 o +  | 0     |
| 0     | 90 a 94 | 0     |
| 0     | 85 a 89 | 8     |
| 0     | 80 a 84 | 0     |
| 0     | 75 a 79 | 0     |
| 16    | 70 a 74 | 8     |
| 16    | 65 a 69 | 20    |
| 36    | 60 a 64 | 12    |
| 32    | 55 a 59 | 24    |
| 68    | 50 a 54 | 76    |
| 44    | 45 a 49 | 48    |
| 44    | 40 a 44 | 44    |
| 32    | 35 a 39 | 40    |
| 24    | 30 a 34 | 28    |
| 20    | 25 a 29 | 12    |
| 40    | 20 a 24 | 12    |
| 32    | 15 a 19 | 56    |
| 48    | 10 a 14 | 32    |
| 32    | 5 a 9   | 24    |
| 8     | 0 a 4   | 12    |

## Economia
El 2007 la població en edat de treballar era de 640 persones, 465 eren actives i 175 eren inactives. De les 465 persones actives 438 estaven ocupades (224 homes i 214 dones) i 26 estaven aturades (14 homes i 12 dones). De les 175 persones inactives 87 estaven jubilades, 60 estaven estudiant i 28 estaven classificades com a «altres inactius».

### Ingressos
El 2009 a Quévreville-la-Poterie hi havia 341 unitats fiscals que integraven 937,5 persones, la mediana anual d'ingressos fiscals per persona era de 22.609 €.

### Activitats econòmiques
Dels 22 establiments que hi havia el 2007, 4 eren d'empreses de construcció, 7 d'empreses de comerç i reparació d'automòbils, 1 d'una empresa de transport, 1 d'una empresa d'informació i comunicació, 3 d'empreses de serveis, 5 d'entitats de l'administració pública i 1 d'una empresa classificada com a «altres activitats de serveis».
Dels 3 establiments de servei als particulars que hi havia el 2009, 1 era un paleta, 1 fusteria i 1 perruqueria.
L'any 2000 a Quévreville-la-Poterie hi havia 5 explotacions agrícoles.

## Equipaments sanitaris i escolars
L'únic equipament sanitari que hi havia el 2009 era una farmàcia.
El 2009 hi havia una escola elemental.

## Poblacions més properes
El següent diagrama mostra les poblacions més properes.